# Dichromanthus cinnabarinus
Dichromanthus cinnabarinus är en orkidéart som först beskrevs av Juan José Martinez de Lexarza, och fick sitt nu gällande namn av Leslie Andrew Garay. Dichromanthus cinnabarinus ingår i släktet Dichromanthus och familjen orkidéer. Inga underarter finns listade i Catalogue of Life.

## Bildgalleri

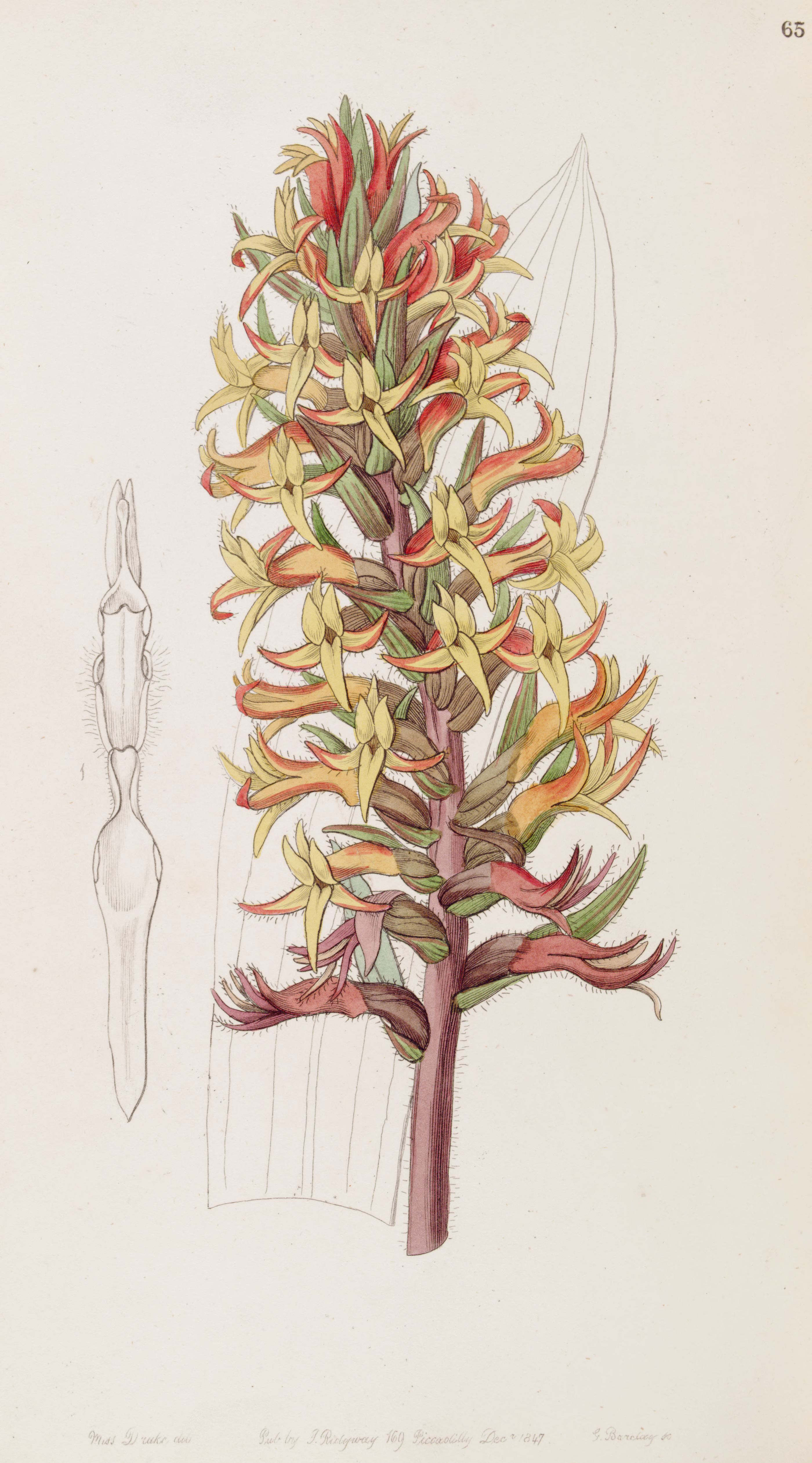